# アントラセン
アントラセン（anthracene）は、分子式 C14H10、分子量 178.23 の有機化合物の一種で、ベンゼン環が3個縮合したアセン系多環芳香族炭化水素。融点は 218 ℃、沸点は 342 ℃ で、昇華性がある。CAS登録番号は [120-12-7]。1832年、ジャン＝バティスト・デュマによって発見された。
工業的にはコールタールから分離精製することで生産されており、アントラキノンの還元やテトラブロモベンゼンとベンゼンの縮合反応によって合成することもできる。木材の保存剤に用いられるアントラセン油やクレオソート油に含まれており、殺虫剤やガソリンの安定剤などに用いられる。三重項の増感剤または消光剤として用いられることがある。また赤い色素であるアリザリンの原料ともなっている。無色の固体であるが、紫外線を照射すると青い蛍光を発する。また、シンチレーション材料（シンチレータ）として用いられることがある。
ベンゼン環が折れ曲がって縮合した異性体であるフェナントレンの方が生成熱が大きく、いわゆる安定な化合物である。

## 反応
アントラセンは光反応性を持ち、紫外線により光二量化反応を起こす。
この二量体は [4+4] 環化反応の結果、2つの共有結合により繋がっている。この二量体を加熱するか、300nm以下の波長の紫外線を照射すれば、単量体へと戻すことができる。この可逆的な結合とフォトクロミックの性質が、様々なアントラセン誘導体の応用の基礎となっている。この反応は酸素に敏感である。
中央の環の反応性が高く、芳香族求電子置換反応は主に9,10位で起こる。また、容易に酸化されてアントラキノン (C14H8O2) を生成する。

## 安全性
皮膚に対する刺激性がある。IARCの発がん性評価ではグループ3の発がん性の評価ができない物質に分類されており、染色体異常試験やDNA損傷試験などでは陰性の報告が多くなされているが、チャイニーズハムスターの肺細胞やシリアンゴールデンハムスターの腎細胞など限られた条件での陽性の報告もわずかながら存在している。
しかしその有毒性、難分解性、生体蓄積性への懸念から、2008年10月9日に欧州化学物質庁(ECHA)が最初に発表した高懸念物質SVHC(Substances of very high concern)候補リスト15種の1つとされた。